# Piotr Strzyż
Piotr Strzyż – polski archeolog, dr hab. nauk humanistycznych, adiunkt Instytutu Archeologii i Etnologii Polskiej Akademii Nauk.

## Życiorys
W 1999 ukończył studia archeologiczne na Uniwersytecie Łódzkim, 24 listopada 2005 obronił pracę doktorską Uzbrojenie i oporządzenie jeździeckie we wczesnym średniowieczu w Małopolsce w świetle źródeł archeologicznych, 22 października 2015 habilitował się na podstawie pracy zatytułowanej Broń palna w Europie Środkowej w XIV-XV w..
Piastuje funkcję adiunkta w Instytucie Archeologii i Etnologii Polskiej Akademii Nauk.